# Kintyre (Uranlagerstätte)
Die Kintyre-Uranlagerstätte liegt 90 km südlich von Telfer und 260 km nordöstlich von Newman am westlichen Rand der Großen Sandwüste in der Ost-Pilbara-Region von Western Australia.

## Geschichte
Uran wurde in der Kintyre-Region im Jahr 1985 von der CRA Exploration Pty Ltd, heute Rio Tinto, entdeckt.
Aufgrund der niedrigen Uranpreise wurde die Lagerstättenerkundung eingestellt und vier Jahre später im Jahr 2002 jedoch wieder aufgenommen. Ursprünglich befand sich die Uranlagerstätte innerhalb des Rudall-River-Nationalparks, allerdings wurde dieser Bereich 1994 aus dem Schutzgebiet heraus getrennt.

## Lagerstätte
Das gesamte Gebiet umfasst das geplante Minengelände mit 3 km² und eine Aufbereitungsanlage auf 6 Hektar. Die Kapitalkosten des Projekts werden auf AUD $120 Millionen geschätzt, bei einer jährlichen Produktion von 1800 bis 2000 t Uraniumoxid.

## Eigentümer und Minenbetrieb
Im Jahr 2008 gab Cameco Corporation bekannt, dass es 70 % der Anteile des Joint Venture mit Mitsubishi Development Pty Ltd halte. Heute wird die Erkundung von Cameco Australia Pty Ltd, einer hundertprozentigen Tochter von Cameco betrieben. Am 5. Oktober erlaubte die australische Bundesregierung durch das Department of Sustainability, Environment, Water, Population and Communities die kontrollierte Entwicklung einer Uranmine. Im September 2010 gab Cameo bekannt, dass die Minenanlage bis 2013 aufgebaut wird und mit einer Herstellung von 2.700 bis 3.600 t Uranoxid (gemessen als Uran(V,VI)-oxid U3O8) im Jahr 2015 begonnen werden kann. Diese Ausbeute kann die darauf folgenden 15 Jahre fortgesetzt werden.